# NGC 1666
NGC 1666 je galaksija u zviježđu Eridanu.

## Vanjske poveznice
- SEDS: NGC 1666